# Nevio De Zordo
Nevio De Zordo (Cibiana di Cadore, 11 marzo 1943 – Colonia, 27 marzo 2014) è stato un bobbista italiano, atleta attivo negli anni sessanta e settanta.

## Biografia
Nevio De Zordo nacque a Cibiana di Cadore l'11 marzo 1943, di professione gelatiere a Colonia, come moltissimi altri suoi compaesani. Da marzo a ottobre svolgeva tale attività a Colonia in Germania, nei mesi invernali invece viveva in Cadore, cosicché Nevio poté praticare il bob . Nel 1963 si era dato al bob, tesserandosi al Bob Club Pieve e partecipando al corso addestramento piloti.  

## Carriera
Fin dalle prime gare si era posto all'attenzione dei tecnici per le sue eccezionali doti ed alla sua prima gara (campionato italiano) conquistò il secondo posto. Si ripeté l'anno successivo, piazzandosi secondo agli assoluti, sia nel "due" sia nel "quattro". In quella stagione assurse di prepotenza alla ribalta internazionale, aggiudicandosi il titolo europeo juniores di bob a due con Italo De Lorenzo a Sankt Moritz. Tale brillante prestazione lo inserì di diritto fra i migliori piloti italiani e nel 1965 i dirigenti nazionali lo designarono per il secondo equipaggio ai mondiali di Sankt Moritz nel bob a quattro: De Zordo non deluse le attese, conquistando il secondo posto dietro il canadese Emery. Nel 1966 fu ancora secondo agli assoluti di bob a due e terzo in quelli del quattro; nel 1967 ancora secondo ai campionati del due e scelto per i mondiali all'Alpe d'Huez, dove si classificò alla piazza d'onore. 
Sembrava che De Zordo fosse avviato a più importanti traguardi ancora, ma in quella stagione rimase vittima di un infortunio sulle piste di Cervinia, compromettendo così la sua partecipazione alle Olimpiadi di Grenoble. L'incidente sembrava pregiudicare l'attività agonistica futura del forte atleta cibianese, cosicché l'oro di Lake Placid giunse ancor più inaspettato e gradito. 
Partecipò ai campionati mondiali di bob, vincendo due medaglie d'oro e due medaglie d'argento. Nel 1964 partecipò ai campionati europei di bob vincendo una medaglia d'oro nel bob a due con Italo De Lorenzo.
Nel 1972 partecipò agli XI Giochi olimpici invernali di Sapporo vincendo una medaglia d'argento assieme ad Adriano Frassinelli, Corrado Dal Fabbro e Gianni Bonichon, ripetendo il successo della gara preolimpica disputata sempre a Sapporo l'anno precedente.
Scrive La Gazzetta dello Sport: Quell'edizione fu segnata dalle polemiche: De Zordo si riteneva il più forte anche nel due, ma arrivava da un infortunio a un polso che si era procurato in una sfida a braccio di ferro con il frenatore Bonichon. Eugenio Monti, allora d.t., preferiva affidare il due a Gaspari e Vicario, nonostante De Zordo fosse stato il più veloce in prova e suscitando così la rabbia di quest'ultimo, che minacciò di non disputare il quattro, per il quale era designato titolare. La polemica rientrò solo in parte: De Zordo fu argento, alle spalle dello svizzero Vicki, pagando la scarsa dimestichezza con la pista. Monti si accorse dell'errore: «Certo, pensandoci adesso, ho sbagliato a non far correre De Zordo anche nel due – disse alla Gazzetta dello Sport – ma è troppo tardi per le recriminazioni». L'ambiente del bob all'epoca era un'autentica polveriera, diviso dalla rivalità tra il clan degli ampezzani (Monti) e quello di Pieve di Cadore. (La Gazzetta dello Sport 28.3.2014)